# Liste von Persönlichkeiten der Stadt Aschaffenburg
In dieser Liste werden die Persönlichkeiten mit Bezug zur Stadt Aschaffenburg aufgeführt.

## Söhne und Töchter der Stadt
Die folgenden Personen wurden in Aschaffenburg geboren. Für die Nennung hier ist es unerheblich, ob die Personen ihren späteren Wirkungskreis in Aschaffenburg hatten oder nicht. Viele sind andernorts bekannt geworden. Die Liste erhebt keinen Anspruch auf Vollständigkeit.

### Bis 1900
- Daniel Brendel von Homburg (* 22. März 1523; † 22. März 1582 in Aschaffenburg), Kurfürst und ab 1555 Erzbischof in Mainz
- Margarethe Rücker und Elisabeth Strauß († 19. Dezember 1611), Opfer der Hexenverfolgung in Aschaffenburg
- Franz Adolf Dietrich von Ingelheim (* 15. Dezember 1659; † 15. September 1742 in Wetzlar), Pfalzgraf, Reichsgraf und Reichskammerrichter
- Georg Friedrich Schmiegd (* 1688; † 8. Dezember 1753 in Neustadt an der Weinstraße), Barockbildhauer
- Anton Dietrich Carl von Ingelheim (* 18. Februar 1690; † 22. August 1750 in Geisenheim), Reichsgraf, Chorbischof und Diplomat im Fürstbistum Trier
- Johann Conrad Bechtold (* 25. Juli 1698; † 4. Juni 1786 in Aschaffenburg), Kirchenmaler und Stuckateur des Barock
- Ulrich Munier (* 13. August 1698; † 6. April 1759 in Würzburg), römisch-katholischer Theologe, Jesuitenpater und Hochschullehrer.
- Auguste Marie Johanna von Baden (* 10. November 1704; † 8. August 1726 in Paris)
- Alexander Keck (* 6. Januar 1724; † 16. November 1804 in Mannheim), Jesuit, Pädagoge und Musikdirektor
- Hugo Damian Erwein von Schönborn-Wiesentheid (* 27. Oktober 1738; † 29. März 1817 in Wien), Landesherr und Geheimer Rat
- Jakob Guiollett (* 25. Februar 1746; † 5. September 1815 in Frankfurt am Main), Beamter und Politiker, Baumeister der Frankfurter Wallanlagen
- Peter Anton von Frank (* 7. April 1746; † 12. September 1818 in Wien) Rechtswissenschaftler, Historiker und Hochschullehrer
- Anton Merkel (* 15. Juni 1751; † 17. Mai 1832 in Aschaffenburg), Stiftskapitular, 1796 in Französischer Geiselhaft, Abgeordneter des Bayerischen Landtags
- Georg Scheiblein (* 19. Juli 1766; † 9. März 1840 im Kloster Schmerlenbach), römisch-katholischer Geistlicher
- Johann Adam Boost (* 28. April 1775; † 1852 in Mainz), Publizist
- Anselm Franz Strauß (* 20. April 1780; † 8. April 1830 in Aschaffenburg), Apotheker, Professor der Chemie und der Physik an der Forstlichen Hochschule Aschaffenburg, Gründer einer Steingutfabrik und der Apotheke zum Vogel Strauß in Aschaffenburg
- Martin Balduin Kittel (* 4. Januar 1798; † 24. Juli 1885 in Aschaffenburg), Geologe und Botaniker, Rektor der Landwirtschafts- und Gewerbeschule
- Joseph Münch von Bellinghausen (* 14. August 1801; † 10. Oktober 1861 in Linz), Richter, Gesandter, Abgeordneter der 1. Kammer der Landstände des Großherzogtums Hessen und Minister
- Joseph Faubel (* 12. Juni 1801; † 4. April 1875 München), Klarinettist und Komponist[1]
- Albert Riegel (* 3. März 1802; † 13. Februar 1858  in Aschaffenburg), Maler
- Franz Karl Hoffmann (* 19. Januar 1804; † 22. Oktober 1881 in Würzburg), philosophischer Schriftsteller
- Heinrich Schubert (* 12. Februar 1805; † 21. März 1880 in München), Jurist und Politiker
- Carl Franz Wilhelm von Edel (* 10. August 1806; † 16. September 1890 in Würzburg), Jurist und Politiker
- Kaspar Braun (* 13. August 1807; † 29. Oktober 1877 in München), Maler, Zeichner, Illustrator, Holzstecher und Verleger
- Karl Breidenbach (* 28. Juli 1808; † 7. September 1870 in Freising), Jurist, Beamter und Mitglied des Bayerischen Landtags
- Heinrich Karl Kurz (* 14. Dezember 1810; † 28. Februar 1887 in Aschaffenburg), Jurist, Abgeordneter der Bayerischen Abgeordnetenkammer und des deutschen Zollparlaments
- Jakob Heinrich von Hefner-Alteneck (* 20. Mai 1811; † 19. Mai 1903 in München), Kunsthistoriker, Zeichner und Radierer
- Friedrich Windischmann (* 13. Dezember 1811; † 23. August 1861 in München), Philologe und katholischer Theologe
- Bernhard Lizius (* 23. Oktober 1812; † 1870 in England), Revolutionär, Hauptredner beim Erbig-Fest 1832 mit Ansprachen im national-demokratischen Geist des Hambacher und des Gaibacher Fests
- Josepha Faust (* 11. Juni 1815; † 11. Juni 1893 in Metz), Oberin der Barmherzigen Schwestern
- Johann Conradi (* 20. August 1815; † 18. September 1859 in Dresden), Opernsänger
- Franz Englert (* 13. März 1817; † 7. Mai 1910), Bezirksgerichtsrat, Schriftsteller
- Franz Hettinger (* 13. Januar 1819; † 26. Januar 1890 in Würzburg), römisch-katholischer Priester und Professor für Patrologie, Dogmatik und Homiletik
- Otto von Schmidt (* 20. Dezember 1820; † 18. Oktober 1902), bayerischer General der Infanterie
- Alexandra Amalie von Bayern (* 26. August 1826; † 8. Mai 1875 in München), Prinzessin des Bayer. Königs Ludwig I., Schriftstellerin
- Joseph Kopp (* 15. November 1829; † 1. September 1911 in München), Jurist, Verwaltungsbeamter, Regierungsdirektor
- Adam Haus (* 8. April 1836; † 17. März 1895 in Wörth), römisch-katholischer Geistlicher, Politiker, Mitglied des Deutschen Reichstags
- Maria Theresia Elisabeth von Horix, Pseudonym Th. von Aschenberg (* 8. August 1837; † 25. Januar 1888, beigesetzt im Aschaffenburger Altstadtfriedhof), Schriftstellerin und Übersetzerin, wohnte in der Dalbergstraße 36
- Ignatia von Hertling (* 2. April 1838; † 27. März 1909 in Koblenz-Pfaffendorf) Freifrau, Nonne und Klostergründerin
- Marina Krebs (* 16. August 1838; † 1910), Schriftstellerin
- Lujo Brentano (* 19. Dezember 1844; † 9. September 1931 in München), Wirtschaftswissenschaftler und Sozialreformer
- Friedrich von Hefner-Alteneck (* 27. April 1845; † 7. Januar 1904 in Berlin-Biesdorf), Konstrukteur, Elektrotechniker, Mitarbeiter von Werner von Siemens
- Karl von Amira (* 8. März 1848; † 22. Juni 1930 in München), Rechtshistoriker
- Heinrich von Thelemann (* 15. Dezember 1851; † 2. Februar 1923 in München), Jurist, Richter und letzter Justizminister des Königreichs Bayern
- Sebastian Englert (* 13. Juli 1854; † 6. Juni 1933 in Eichstätt), Pädagoge und römisch-katholischer Geistlicher
- Karl Dyroff (* 25. Februar 1862; † 12. November 1938 in München), Orientalist
- Carl Pöhlmann (* 26. September 1863; † 19. März 1947 in Leipzig), Jurist und Heimatforscher
- Georg Heim (* 24. April 1865; † 17. August 1938 in Würzburg), Politiker (ZENTRUM, BVP), MdR, MdL (Bayern), Gründer der BVP
- Adalbert Hock (* 19. Mai 1866; † 18. Januar 1949 in Aschaffenburg), Maler, Ehrenbürger der Stadt Aschaffenburg
- Franz Kuhn (* 12. Oktober 1866; † 28. März 1929 in Berlin), Chirurg, Entwickler des Kuhn-Dräger-Narkosegeräts
- Wilhelm Schmitt-Prym (* 5. Februar 1867; † 4. April 1943 in Aschaffenburg), Unternehmer
- Anton Gentil (* 29. September 1867; † 20. Mai 1951 in Aschaffenburg), Fabrikant und Kunstsammler
- Gustav Trockenbrodt (* 10. November 1869; † 27. April 1904 in Rosenheim), Jurist, Schriftsteller und Heimatdichter
- Guido Hartmann (* 9. Mai 1876; † 26. Februar 1946 in Großheubach), Schriftsteller und Historiker
- Joseph Anton Schneiderfranken (* 25. November 1876; † 14. Februar 1943 in Massagno/Tessin), Schriftsteller und Maler
- Jakob Hofmann (* 17. Dezember 1876; † 26. Juni 1955 in Braunschweig), Zeichner und Bildhauer
- Eugen Johann Will (* 4. September 1877; † unbekannt), Jurist und Diplomat
- Erich Stenger (* 5. August 1878; † 14. September 1957 in Sanremo), Fotochemiker, Sammler, Historiker und Theoretiker der Fotografie
- Andreas Bauriedl (* 4. Mai 1879; † 9. November 1923 in München), Kaufmann und Teilnehmer am Hitlerputsch
- Ernst Ludwig Kirchner (* 6. Mai 1880; † 15. Juni 1938 in Frauenkirch bei Davos), Maler und Grafiker des Expressionismus
- Hans Schmidt (* 15. Juni 1881; † 18. Februar 1916 in Ossining (New York)), römisch-katholischer Priester, wegen Mordes verurteilt und hingerichtet
- Friedrich Dessauer (* 19. Juli 1881; † 16. Februar 1963 in Frankfurt am Main), Physiker, Röntgenspezialist in Deutschland und in der Türkei, sozial engagierter Unternehmer und Publizist
- Joseph Scholz (* 3. September 1882; † 30. Juni 1958 in München), deutscher Landrat
- Max Anderlohr (* 13. Februar 1884; † 6. Januar 1961 in Erlangen), Elektroingenieur
- Rudolf Riß (* 29. März 1884; † 17. Januar 1945 in Aschaffenburg), deutscher Landrat
- Alfons Maria Jakob (* 2. Juli 1884; † 17. Oktober 1931 in Hamburg), Neurologe mit wichtigen Beiträgen auf dem Gebiet der Neuropathologie
- Wilhelm Friedrich (* 26. März 1887; 24. April 1945 in Neustadt an der Aisch) Landrat
- Julius Maria Becker (* 29. März 1887; † 26. Juli 1949 in Aschaffenburg), Schriftsteller und Dramatiker
- Karl Reiter (* 6. August 1888; † 1962), Generalarzt der Wehrmacht
- Gertrud Koref-Musculus Stemmler (* 4. November 1889; † 29. April 1972 in Aarau), Malerin
- Friedrich Fuchs (* 7. Juni 1890; † 11. Januar 1948 in München), Schriftsteller, Literaturwissenschaftler
- Conrad Stein (* 26. März 1892; † 15. November 1960 in Aschaffenburg), Ringer
- Carl-Heinz Klubertanz (* 13. August 1892; † 12. September 1975 in Garmisch-Partenkirchen), Schauspieler, Regisseur und Theaterintendant
- Edmund Hoffmeister (* 4. März 1893; † 1951 in Asbest), Generalleutnant im Zweiten Weltkrieg
- Wendelin Großmann (* 1. April 1894; † 26. März 1969 in Aschaffenburg), Maler, Grafiker und Designer
- Gustav Sondermann (* 7. Oktober 1894; † 5. September 1973 in Emskirchen), Arzt und Publizist
- Wilhelm Engelhard (* 23. August 1896; † 7. März 1992), Journalist, Verleger und Unternehmer
- Kathi Hock (* 28. Oktober 1896; † 18. Oktober 1979 in München), Bildhauerin
- Helmut Meyer (* 27. Juni 1898; † 12. Juni 1993 in Miesbach), Landtechniker
- Carl Merznicht (* 15. Dezember 1898; † 21. Juli 1971 in Berlin), Schauspieler, Regieassistent und Sänger
- Alfred Erhard (* 15. April 1899; † 17. April 1945 in Düsseldorf), Offizier, Generalmajor der Luftwaffe

### 1901 bis 1950
- Hanns Seidel (* 12. Oktober 1901 in Schweinheim; † 5. August 1961 in München), Politiker (CSU), MdL (Bayern), bayerischer Ministerpräsident von 1957 bis 1960
- Hermann Kiessner (* 6. August 1905; † 7. Mai 1995 in Homburg), Schauspieler und Hörspielsprecher
- Ernst Durchholz (* 1908; † nach 1948), Jurist, u. a. Verteidiger während der Nürnberger Prozesse
- Inge Viermetz (* 7. März 1908; † 23. April 1997 in Vaterstetten), Abteilungsleiterin beim Lebensborn e. V. zur Zeit des Nationalsozialismus
- Julius Muthig (* 9. Mai 1908; † 19. Dezember 1989), KZ-Arzt und SS-Führer zur Zeit des Nationalsozialismus
- Georg Gick (* 14. Dezember 1910; † 1. April 1985 in München), Lehrer und Schulrektor, Autor und Mundartdichter
- August Wenzel (* 11. Februar 1912; † 6. Januar 2000 in Einbeck), Fußballfunktionär
- Franz Joseph Schneider (* 3. März 1912; † 13. März 1984 in Bergen-Enkheim), Journalist, Werbefachmann, Schriftsteller, Mitglied der Gruppe 47
- Alois Ammerschläger (* 1913; † 22. Dezember 1995 in Frankfurt am Main), Mäzen und Unternehmer
- Hans Schwarzmann (* 16. Februar 1913; † 13. Februar 1994 in Tegernsee), Diplomat, Botschafter der Bundesrepublik Deutschland
- Franz Schaub (* 14. Mai 1914; † 8. Juni 2002 in Aschaffenburg), Autor und Journalist
- Franz Kolb (* 27. Juni 1914 in Schweinheim; † 1. Juli 2007), Geistlicher in Würzburg, Bonnland und Aschaffenburg[2][3]
- Wilhelm Abb (* 22. August 1915; † 18. Dezember 2010), Geodät und Verwaltungsbeamter
- Peter Gingold (* 8. März 1916; † 29. Oktober 2006 in Frankfurt am Main), kommunistischer Widerstandskämpfer gegen den Nationalsozialismus
- Albrecht Fleckenstein (* 3. Mai 1917; † 4. April 1992 in St. Ulrich bei Freiburg im Breisgau), Pharmakologe und Physiologe und Hochschullehrer
- Hanswerner Dellweg (* 19. Februar 1922; † 29. November 2017 in Engelskirchen), Direktor des Instituts für Gärungsgewerbe und Biotechnologie
- Francis Brunn, gebürtig Franz Josef Brunn (* 15. November 1922; † 28. Mai 2004 in Frankfurt am Main), internationaler Jongleur
- Josefa Zoltobrocki (* 1923; † 1995 in Frankfurt am Main), Psychologin und Professorin
- Josef Parzeller (* 7. Mai 1924; † 10. November 2000), Träger des Bundesverdienstkreuzes und der Verdienstplakette in Bronze des Bayerischen Landessportverbandes und des Ehrenbriefs der Stadt Aschaffenburg, Vorsitzender des VfR-Nilkheim, CSU-Ortsverband und Mitglied der Versehrten-Sportgemeinschaft
- Siegfried Rischar (* 22. August 1924; † 9. Oktober 2009 in Aschaffenburg), Maler und Zeichner, Kulturpreisträger 2001
- Lottie Brunn (* 12. Oktober 1925, † 5. August 2008), internationale Jongleurin
- Irmes Eberth (* 29. März 1926, † 3. Januar 2023), Mundartdichterin, Träger der Bürgermedaille (2001)
- Ernst Holleber (* 13. Juni 1926), Stadtheimatpfleger, Träger der Bürgermedaille (2007)
- Heinz Faulstich (* 25. Oktober 1927; † 10. Juni 2014 in Konstanz), Psychiater und Psychotherapeut
- Roman Bleistein (* 26. Juni 1928; † 17. August 2000 auf Borkum), jesuitischer Pädagoge
- Karl Hemberger (* 9. August 1928; † 19. März 2018), Sportfunktionär
- Otmar Kaup (* 25. September 1928; † ≤22. Mai 2025), Unternehmer, Träger der Bürgermedaille (2005)
- Günter Christ (* 20. März 1929; † 11. Juli 2018 in Köln), Historiker und Hochschullehrer, Geschichtsdidaktiker
- Walter Roos (* 14. September 1929; † 1. September 1988 in Frankfurt am Main), Maler und Graphiker
- Hatto Herbert Schmitt (* 15. Februar 1930), Althistoriker und Hochschullehrer
- Bernhard Vogler (* 4. September 1930; † 10. Oktober 2024), Bildhauer
- Murad Wilfried Hofmann (* 6. Juli 1931; † 12. Januar 2020 in Bonn), Jurist und Diplomat
- Günther Weber (* 15. März 1933; † 22. November 1984), Verwaltungsjurist, Direktor des Bayerischen Landtags
- Günter Dehn (* 4. Juli 1933), Kommunalpolitiker
- Otto Schmittner (* 3. Mai 1934; † 26. Juli 2011 in Aschaffenburg), Ringer
- Helmut Zieres (* 12. Juli 1935; † 27. Juli 2017 in Saarbrücken), Präsident des Landgerichts Saarbrücken
- Edgar Hösch (* 20. August 1935), Historiker
- Ernest Montego, gebürtig Ernst Kuhn (* 22. Juni 1936; † 21. April 2016 in Aschaffenburg), Jongleur
- Adalbert Kraus (* 27. April 1937), Tenor
- Franz Schmitt (* 5. September 1937), Ringer und -trainer
- Hermann Leeb (* 15. Oktober 1938), Politiker (CSU)
- Egon Horst (* 25. November 1938; † 14. Februar 2015 in Hamburg-Bergedorf), Fußballspieler
- Wolf Berger (* 17. Februar 1939), Tischtennisspieler und Journalist
- Armin Grein (* 21. April 1939; † 11. Februar 2024), Politiker, von 1994 bis 2010 Bundesvorsitzender der Freien Wähler in Deutschland
- Rainer Christlein (* 21. Oktober 1940; † 20. März 1983 in München), Historiker
- Gundolf Bruchhaus (* 21. Januar 1942), Architekt, Architekturhistoriker, Hochschullehrer, Fotograf und Musiker
- Brigitte Schad (* 12. April 1942), Germanistin, Museumsleiterin und Kuratorin
- Hilmar Schmitt (* 28. Dezember 1942), Jurist und Politiker, Mitglied des Bayerischen Landtages
- Werner Wegstein (* 1943), Literaturwissenschaftler und Computerphilologe
- Kurt Rödel, genannt „Kurti“ (* 15. November 1945; † 13. Oktober 2016), Fußballspieler und Unternehmer
- Gabriele Goettle (* 31. Mai 1946), Journalistin und Schriftstellerin
- Karl Friedrich Sinner (* 16. April 1946; † 18. März 2017 in Langensendelbach), Forstmann und von 1998 bis 2011 Leiter der Nationalparkverwaltung Bayerischer Wald
- Jürgen Werbick (* 26. Mai 1946), römisch-katholischer Theologe
- Thomas Goppel (* 30. April 1947), Politiker (CSU), MdL (Bayern)
- Christina Maria Casagrande (* 3. Oktober 1947; † 29. Juli 2019 in Türkenfeld), Heilpraktikerin und Autorin
- Franz Schulz (* 1. August 1948), deutscher Politiker
- Detlef Wagenthaler (* 1. August 1948; † 23. September 2007 in Karlstadt), Karnevalist
- Hans-Joachim Erhard (* 18. Oktober 1948; † 11. Juni 1990 in München), Organist, Pianist, Chorleiter
- Christoph Veit (* 23. November 1948), Generalarzt der Bundeswehr

### Ab 1951
- Susanne Sievers (* 27. Februar 1951), Prähistorische Archäologin
- Liane Melzer (* 1952), deutsche Politikerin (SPD)
- Arno Backhaus (* 29. September 1952), Maler
- Hans Jürgen Fahn (* 9. Juli 1952), bayerischer Landtagsabgeordneter (Freie Wähler Bayern)
- Felix Magath (* 26. Juli 1953), Fußballtrainer und ehemaliger Fußballspieler
- Jörg-Peter Becker (* 4. November 1953), Jurist und Vorsitzender Richter am Bundesgerichtshof
- Brigitta Schulz (* 6. November 1953), Politikerin (SPD), Mitglied der Hamburgischen Bürgerschaft
- Christoph Doering (* 23. Dezember 1953), Experimentalfilmer, Performancekünstler und Maler
- Alfred Geibig (* 1954), Archäologe und Waffenkundler
- Reinhard Platzek (* 1954), Psychiater und Psychotherapeut, Philosoph und Medizinhistoriker
- Mathias Eichinger (* 12. November 1954), Volleyball-Trainer
- Jürgen Werner (* 1956), Redakteur der Frankfurter Allgemeinen Zeitung, Hochschullehrer für Philosophie und Rhetorik
- Christine Scheel, geb. Schäfer (* 31. Dezember 1956), Politikerin (Bündnis 90/Die Grünen), MdB 1994 bis 2012
- Albin Krämer (* 1957), Domkapitular und Leiter der Hauptabteilung Seelsorge im Bistum Würzburg, Bundespräses der Katholischen Arbeitnehmer-Bewegung, Diözesankurat der Deutschen Pfadfinderschaft Sankt Georg, Pfarrer in Leinach und Zellingen
- Georg Stenger (* 1957), Philosoph und Hochschullehrer
- Lioba Happel (* 7. Februar 1957), Schriftstellerin
- Daniela Müller (* 10. Juli 1957), römisch-katholische Theologin, Kirchenhistorikerin, Hochschullehrerin
- Rudi Bommer (* 19. August 1957), Fußballspieler und -trainer
- Marianus Bieber (* 1958), Ordensgeistlicher und seit 2001 Abt der Abtei Niederaltaich
- Moritz Holfelder (* 7. November 1958), Kulturjournalist, Autor und Fotograf
- Christoph Philipp Schließmann (* 30. November 1958), Fachanwalt und Honorarprofessor
- Matthias Hoppe (* 17. Dezember 1958), Eishockeytorwart
- Hanspeter Schmitt (* 1959), Ordensgeistlicher, Theologe und Hochschullehrer
- Uli Dembinski (* 15. April 1959), Kunstflug-Pilot
- Axel Vornbäumen (* 1960), Journalist
- Mike Staab (* 5. April 1960; † 11. Mai 2009 in Obernburg am Main), Musikproduzent und DJ
- Alexander Kolb (* 4. März 1961), Unternehmer, Hochschullehrer, Motorsportler
- Thomas Müller (* 5. März 1961), Nordischer Kombinierer und Olympiasieger
- Urban Priol (* 14. Mai 1961), Kabarettist, Kulturpreisträger 2008
- Stefan Valentin Müller (* 1962), Tierarzt und Schriftsteller („Stefan Valentin“)
- Horst Arnold (* 8. April 1962), Politiker (SPD), seit 2008 MdL (Bayern)
- Markus Krall (* 10. Oktober 1962), Volkswirt, Unternehmensberater und Autor
- Johannes Zang (* 1964), deutscher Autor
- Burkard Schliessmann (* 1962), Konzertpianist und Hochschullehrer, Preisträger der Goetheplakette der Stadt Frankfurt am Main, 2020
- Winfried Bausback (* 22. Oktober 1965), Hochschullehrer und Politiker (CSU)
- Beate Sauer (* 1966), Journalistin und Schriftstellerin
- Silke Krebs (* 23. März 1966), Politikerin (Bündnis 90/Die Grünen); Ministerin im Staatsministerium von Baden-Württemberg, seit 2019  Staatsrätin beim Senator für Finanzen der Freien Hansestadt Bremen
- Matthias Stickler (* 31. Mai 1967), Historiker
- Ralf Edelmann (* 15. Februar 1968), Maler, Bildhauer und Kunstpädagoge
- Johannes Varwick (* 28. Februar 1968), Politikwissenschaftler
- Joachim Burger (*  27. Juni 1969), Molekularbiologe und Paläoanthropologe
- Jürgen Albert Junker (* 1969), Vorstandsvorsitzender des Finanzdienstleistungskonzerns Wüstenrot & Württembergische AG
- Christian Hock (* 11. April 1970), Fußballspieler und -trainer
- Anja Kohl (* 27. Juli 1970), Journalistin und Fernsehmoderatorin
- Martin Weis (* 25. Dezember 1970), Leichtgewichtsruderer
- Christian Sossenheimer (* 1971), Volleyballspieler und -trainer
- Timo Stickler (* 26. Oktober 1971), Althistoriker
- Artemis Chalkidou (* 29. Februar 1972), Schauspielerin
- Andreas Bachmann (* 1974), Journalist und TV-Moderator
- Marcel Ehmann (* 21. Februar 1974), Moderator, Sänger, Schauspieler und Synchronsprecher
- Florian Bruckmann (* März 1974), Theologe
- Jessica Born (* 19. April 1974), deutsche Blues- und Rocksängerin
- Markus Juchems (* 10. Januar 1975), Radiologe
- Pierre Hauck (* 1976), Rechtswissenschaftler
- Matthias Stenger (* 1976), Historiker
- Timo Kulczak (* 27. April 1977), Tänzer, Tanztrainer und Wertungsrichter
- Karsten Klein (* 2. Dezember 1977), Politiker (FDP), bis 2013 MdL (Bayern), seit 2017 MdB, Stadtrat
- Anja Roth (* 27. Juni 1979), Fernsehmoderatorin, Reporterin und Hörbuchsprecherin
- David Holy (* 12. Juli 1979), Designer, Autor, Produzent und Unternehmer
- Florian Kluger (* 1980), römisch-katholischer Theologe, Hochschullehrer und Manager
- Kordula Kohlschmitt (* 7. Juli 1981), Schauspielerin und Tänzerin
- Carlos Boozer (* 20. November 1981), US-amerikanischer Basketballspieler und Olympiasieger
- Sabine Englert (* 27. November 1981), Handballspielerin (Torfrau)
- Jasmin Engel (* 28. Februar 1982), Schriftstellerin
- Marcus Hock (* 26. März 1982), Handballspieler
- Angela Dorn-Rancke (* 2. Juni 1982), Politikerin (Bündnis 90/Die Grünen)
- Anika Nilles (* 29. Mai 1983), Schlagzeugerin
- Marcel Schäfer (* 7. Juni 1984), Fußballspieler
- José Holebas (* 27. Juni 1984), Fußballspieler
- Carola Bott (* 9. Juli 1984), Badmintonspielerin
- Judith Gerlach (* 3. November 1985), Politikerin, seit 2013 MdL (Bayern), seit 2018 bayerische Staatsministerin für Digitales
- Markus Neumayr (* 26. März 1986), Fußballspieler
- Johannes Zenglein (* 12. September 1986), Fernsehmoderator
- Ivo Iličević (* 14. November 1986), Fußballspieler
- Felix Radinger (* 12. Februar 1988), Ringer, griechisch-römischer Stil
- Daria Kinzer (* 29. Mai 1988), österreichisch-kroatische Sängerin
- Julian Lahme (* 6. Juni 1988), Handballspieler
- Patrick Amrhein (* 20. Oktober 1989), Fußballspieler
- Max Koch (* ≈1991), Jazzmusiker
- Rieke de Maeyer (* 6. Februar 1992), deutsch-belgische Biathletin
- Ivan Knežević (* 14. Juli 1993), kroatisch-deutscher Fußballspieler
- Anna Schell (* 3. August 1993), Ringerin
- Niklas Dorn (* 9. Juni 1995), Freistil-Ringer
- Dominik Schad (* 4. März 1997), Fußballspieler
- Miguel Robitzky (* 21. April 1997), Autor und Podcaster
- Robin Heußer (* 23. Mai 1998), Fußballspieler
- Mia Zschocke (* 28. Mai 1998), Handballspielerin
- Tim Schulz (* 15. Juni 1998), American-Football-Spieler
- Antonia Staab (* 3. Juli 2000), Influencerin und Webvideoproduzentin sowie Twitch-Streamerin
- Franziska Schreiner (* 22. Dezember 2001), Tischtennisspielerin
- Philip Florig (* 11. September 2003), Tennisspieler
- Tom Bischof (* 28. Juni 2005), Fußballspieler

## Weitere Persönlichkeiten mit Bezug zu Aschaffenburg
Hier werden bekannte Persönlichkeiten aufgeführt, die in Aschaffenburg einen Teil ihres Lebens verbringen, verbracht haben oder in Aschaffenburg gestorben sind.

### Bis 1900
- Willigis (* um 940 in Schöningen, Niedersachsen; † 23. Februar 1011 in Mainz), Erzbischof von Mainz
- Lampert von Hersfeld (auch Lampertus Schafnaburgensis, am 16. September 1058 in Aschaffenburg zum Priester geweiht), Geschichtsschreiber und erster Abt des Klosters Hasungen
- Werner von Eppstein (* um 1225; † 2. April 1284 in Aschaffenburg), Erzbischof und Kurfürst von Mainz
- Gerlach von Nassau (* 1322 in Idstein[4]; † 12. Februar 1371 in Aschaffenburg), Erzbischof von Mainz (1346–1371)
- Konrad II. von Weinsberg (* um 1340; † 19. Oktober 1396 in Aschaffenburg), Erzbischof von Mainz (1390–1396)
- Johann Graf von Nassau-Wiesbaden-Idstein (* um 1360; † 23. September 1419 in Aschaffenburg), Erzbischof von Mainz (1397–1419)
- Diether von Isenburg (* 1412 in Büdingen; † 7. Mai 1482 in Aschaffenburg), zweimaliger Erzbischof von Mainz
- Dietrich Schenk von Erbach (* 1390; † 6. Mai 1459 in Aschaffenburg), Erzbischof von Mainz (1434 und 1459)
- Adalbert III. von Sachsen (* 8. Mai 1467 in Meißen; † 1. Mai 1484 in Aschaffenburg), Administrator des Erzbistums Mainz
- Albrecht von Brandenburg (* 28. Juni 1490 in Cölln an der Spree; † 24. September 1545 auf der Martinsburg zu Mainz), Erzbischof und Kurfürst von Mainz
- Mathis Gothart-Nithart (* 1475 oder 1480 in Würzburg; † 31. August 1528 in Halle a. d. Saale), genannt Matthias Grünewald, Maler und Grafiker
- Peter Vischer der Jüngere (* 1487 in Nürnberg; † 1528 ebenda) Bildhauer und Medailleur, fertigte 1525 das Epitaph Albrechts von Brandenburg in der Stiftskirche St. Peter und Alexander
- Wolfgang von Dalberg (* 1537; † 5. April 1601 in Aschaffenburg), Erzbischof und Kurfürst von Mainz (1582–1601)
- Johann Adam von Bicken (* 27. Mai 1564 auf Burg Hainchen; † 11. Januar 1604 in Aschaffenburg), Erzbischof und Kurfürst von Mainz (1601–1604)
- Johann Schweikhard von Cronberg (* 15. Juli 1553; † 17. September 1626), Erzbischof und Kurfürst von Mainz (1604–1626), Erbauer des Schlosses Johannisburg
- Georg Ridinger, auch Riedtinger, Riedinger, Rüdinger oder Redinger (getauft 25. Juli 1568 in Straßburg; † 5. November 1617 in Aschaffenburg), Architekt und Baumeister
- Johannes Juncker (* ca. 1582; † ca. 1624), Bildhauer
- Mathias von Saarburg (* ca. 1615; † 19. März 1681 in Mainz), Guardian des Aschaffenburger Kapuzinerklosters und Baumeister des Barocks, errichtete den Schönborner Hof in Aschaffenburg
- Bernhard von Trier († 3. März 1646), Kapuzinerpater, angeblicher Retter der Stadt bei der Übergabe Aschaffenburgs an Schwedische Truppen
- Karl Heinrich von Metternich-Winneburg (* 15. Juli 1622 in Koblenz; † 26. September 1679 in Aschaffenburg) Erzbischof und Kurfürst von Mainz und auch Bischof von Worms
- Anselm Franz von Ingelheim (* 1634 in Steinheim; † 1695 in Aschaffenburg), Erzbischof und Kurfürst von Mainz
- Melchior Friedrich von Schönborn-Buchheim (* 16. März 1644 in Steinheim am Main; † 19. Mai 1717 in Frankfurt am Main), kurmainzischer Gesandter, 1700 Vizedom von Aschaffenburg, Erbauer des Schönborner Hofes
- Nikolaus Georg Reigersberg, auch von Reigersberg († 7. Juni 1651 in Frankfurt am Main), kaiserlicher Rat, Kurmainzischer Kanzler und Schultheiß in Aschaffenburg, Kurmainzischer Gesandter in Münster (Westfälischer Frieden) 1648
- Lothar Franz von Erthal (* 12. November 1717 in Lohr am Main; † 4. Dezember 1805 in Aschaffenburg), kurmainzischer Obersthofmeister und Hofgerichtspräsident, Gouverneur von Aschaffenburg
- Friedrich Karl Joseph von Erthal (* 3. Januar 1719 in Lohr am Main; † 25. Juli 1802 in Aschaffenburg), letzter Kurfürst und Erzbischof des alten Mainz, in der Stiftskirche St. Peter und Alexander begraben
- Ludwig I. (* 25. August 1786; † 29. Februar 1868), König des Königreiches Bayern aus dem Geschlecht der Wittelsbacher
- Sebastian Mantel (* 15. Juli 1792 in Langenprozelten; † 27. Juli 1860 in Wasserlos), 1844–1859 Direktor der königlichen Forstlehranstalt in Aschaffenburg
- Johann Jakob Merkel (* 1694; † 10. Mai 1769, 75 Jahre alt), Stifter eines Armenfonds, Stiftskanoniker
- Joseph Leinwand, Kurmainzischer Mundkoch († 3. Juli 1809 in Aschaffenburg im Alter von 84 Jahren), Begründer des „Mundkoch Leinwanderschen Fonds“ für Stipendien zum Lehrgeld
- Carl Theodor Anton Maria Reichsfreiherr von Dalberg (* 8. Februar 1744 in Mannheim; † 10. Februar 1817 in Regensburg), Kurfürst und Erzbischof von Mainz, später dann Fürst von Aschaffenburg und Großherzog von Frankfurt
- Johann Jakob Wilhelm Heinse (* 15. Februar 1746 in Langewiesen/Thüringen; † 22. Juni 1803 in Aschaffenburg), Schriftsteller, Gelehrter und Bibliothekar
- Emanuel Joseph von Herigoyen (* 4. November 1746 in Belas bei Lissabon; † 27. Juli 1817 in München), Hofarchitekt, lebte 1798 bis 1804 in Aschaffenburg
- Carl May (* 11. Mai 1747 in Mainz; † 6. Juni 1822 in Aschaffenburg), Zuckerbäcker und Phelloplastiker der niederländischen Schule.
- (Clarus) Friedrich Ludwig von Sckell (* 13. September 1750 in Weilburg an der Lahn; † 24. Februar 1823 in München), Gartengestalter, Stadtplaner
- Peter Adolph Winkopp, Pseudonym Antonius von Padua (* 1759 in Sachsen; † 26. Oktober 1813 in Aschaffenburg), Romanschriftsteller, Publizist, Kurmainzischer Beamter
- Johannes Joducus Reuß, auch in der Schreibweise Reuss (* 15. Juli 1765; † 2. Dezember 1838), Medizinalrat, Gerichtsarzt, Amtsphysikus, medizinischer Schriftsteller, Stadtphysikus in Aschaffenburg
- Emmerich Joseph Otto von Hettersdorf (* 20. Oktober 1766 in Volkach; † 7. April 1830 in Aschaffenburg), Domherr, Kammerherr und Komponist, Hettersdorf wirkte in Aschaffenburg und starb in der Stadt
- Karl Joseph Hieronymus Windischmann (* 24. August 1775 in Mainz; † 23. April 1839 in Bonn), Philosophieprofessor, Medizinalrat, Hofbibliothekar
- Johann Josef Ignaz von Hoffmann (* 17. März 1777 in Mainz; † 30. Januar 1866 in Aschaffenburg), Mathematiker, Rektor des Lyzeums und Rektor der Forsthochschule, Universitätsprofessor der Mathematik
- Susanne Henrike Amalie Krafft  (1778–1852), Dänische Schriftstellerin. Ihre Erzählung „Die Beguinen“ handelt von  Aschaffenburg.
- Clemens Brentano (* 9. September 1778 in Ehrenbreitstein; † 28. Juli 1842), Schriftsteller, lebte vom 5. Juli 1842 bis zu seinem Tod in Aschaffenburg.
- Sebastian Rinz (* 11. Januar 1782 in Haimhausen; † 8. April 1861 in Frankfurt am Main) Gärtner im Schönbusch und Stadtgärtner in Frankfurt
- Theodor von Haupt (* 2. Februar 1782 in Mainz; † 12. Juni 1832 in Paris), Jurist und Schriftsteller
- Jean Vauchel (* 9. März 1782 in Offenbach am Main; † 10. Januar 1856 in Damm (Aschaffenburg)), königlich-bayerischer Hofgeigenmacher, lebte 1853/54 in Schweinheim, dann bis zu seinem Tode in Damm, beerdigt in Aschaffenburg
- Helmina von Chézy (* 26. Januar 1783 in Berlin; † 28. Januar 1856 in Genf), Journalistin, Dichterin und Librettistin
- Stephan Behlen (* 5. August 1784; † 7. Februar 1847 in Aschaffenburg), Forstwissenschaftler
- Joseph Merkel (* 4. August 1788 in Mainz; † 14. Juni 1866 in Aschaffenburg), Philologe, Bibliothekar
- Ludovica Gräfin von Spaur, geb. Reichsfreiin von Dalberg, auch Louise von Spaur (* 1790; † 26. Juni 1863 in Würzburg; beerdigt am 28. Juni 1863 in Aschaffenburg), Initiatorin der im Februar 1837 in Aschaffenburg gegründeten Kleinkinderbewahranstalt Suppenschule
- Michael Fackler, Sänger, Komponist,  Musikdirektor in Aschaffenburg 1836/39
- Franz Bopp (* 14. September 1791 in Mainz; † 23. Oktober 1867 in Berlin), Sprachwissenschaftler und Sanskritforscher
- Johann Baptist Pfeilschifter (* 27. September 1792 Höfen bei Cham (Oberpfalz); † 16. November 1874 in Regensburg), Publizist, Herausgeber der Katholischen Kirchzeitung in Aschaffenburg
- Adalbert von Herrlein (* 20. Mai 1798; † 4. Juni 1870 in Aschaffenburg), 1835 bis 1864 Bürgermeister von Aschaffenburg
- Franz Joseph Adolph Schneidawind (* 25. August 1799 in Bamberg; † 26. Juli 1857 in Marienbad), Historiker
- Ferdinand Anton von Andrian-Werburg, (* 10. März 1807 in Amberg; † 6. September 1824 in Aschaffenburg), Forststudent und Opfer eines Duells
- Ida von Reinsberg-Düringsfeld (* 12. November 1815 in Militsch, Niederschlesien; † 25. Oktober 1876 in Stuttgart), Schriftstellerin, lebte ab Juli 1869 mehrere Monate im ehemaligen Hotel Georgi am Hauptbahnhof
- Franz Carl Richard (* 16. Dezember 1816 in St. Ingbert; 17. Mai 1858 in Aschaffenburg), Maler und Zeichner
- Karl Gayer (* 15. Oktober 1822 in Speyer; † 1. März 1907 in München), Professor an der königlichen Forstlehranstalt Aschaffenburg, Vordenker und Vorkämpfer für den naturgemäßen Waldbau
- Oskar Freiherr von Redwitz-Schmölz (* 28. Juni 1823 in Lichtenau; † 6. Juli 1891 in der Nervenheilanstalt St. Gilgen in Eckersdorf), Dichter, lebte ab September 1870 für einige Monate in der Nähe des Schöntals
- Heinrich Ritter von Reder (* 19. März 1824 in Mellrichstadt; † 17. Februar 1909 in München), Offizier, Dichter und Landschaftsmaler, studierte in Aschaffenburg
- Joseph von Lindwurm  (* 10. Mai 1824 in Würzburg; † 21. Februar 1874 in München), Mediziner
- Emil Erlenmeyer (* 28. Juni 1825 in Wehen im Taunus; † 22. Januar 1909 in Aschaffenburg), Chemiker
- Joseph Samhaber (* 19. Juni 1833 in Fürth; † 13. Februar 1893 in Aschaffenburg), Maler und Fotograf
- Maximilian Beilhack (* 17. Oktober 1835 in Landshut; † 23. Dezember 1885 in Aschaffenburg), Dichter und Pädagoge
- J. Herzfelder (* 31. Mai 1836 in Obernbreit; 11. November 1904 in Augsburg), Jurist, Schriftsteller, lebte von 1869 bis 1873 in Aschaffenburg
- Rudolph von Roman (* 1. Dezember 1836 in Leider bei Aschaffenburg; † 8. Januar 1917 in Würzburg), 1893 bis 1909 Regierungspräsident von Oberfranken
- Hermann von Fürst (* 29. März 1837 in Ansbach; † 11. Februar 1917 in Aschaffenburg), Forstwissenschaftler, letzter Direktor der Forstlichen Hochschule Aschaffenburg.
- Oskar Horn (* 14. Dez. 1841 in München; † 31. Dezember 1907 / 1. Januar 1908 in Berlin), Schriftsteller, wirkte vor 1883 einige Zeit als Redakteur in Aschaffenburg
- Hermann Dingler (* 23. Mai 1846; † 30. Dezember 1935 in Aschaffenburg), Botaniker
- Ernst Kirchner (* 8. April 1847 in Gransee; † 12. Februar 1921 in Chemnitz), Papieringenieur, Vater von Ernst Ludwig Kirchner
- Johann Desch (* 27. April 1848 in Glattbach; † 29. Januar 1920 in Aschaffenburg), Mitbegründer der industriellen Fertigung von Bekleidung in Deutschland
- Karl Kien (* 28. Mai 1854 in Michelbach in Unterfranken; † 9. Februar 1934 in Aschaffenburg), Arzt, Heimatforscher
- Emilie Katharina Melchers (* 11. April 1855 in Müllerhof (Rheinland); † 26. September 1926 in Aschaffenburg), erste Stadträtin der Stadt Aschaffenburg
- Lorenz Wappes (* 13. Januar 1860 in Limbach bei Eltmann; † 10. April 1952 in Aschaffenburg), Forstwissenschaftler,  Staatskommissar
- Gustav Ruhland (* 11. Juni 1860 in Hessenthal; † 4. Januar 1914 in Bad Tölz), Nationalökonom und als solcher Kontrahent von Lujo Brentano, Agrarpolitiker, Schuljahre und Militärdienst in Aschaffenburg
- Alois Alzheimer (* 14. Juni 1864 in Marktbreit; † 19. Dezember 1915 in Breslau), Neurologe und Psychiater, besuchte das nachmalige Kronberg-Gymnasium Aschaffenburg.
- Hugo Güldner (* 18. Juli 1866 in Herdecke; † 12. März 1926 in Frankfurt am Main), Motorenbauer
- Ludwig Thoma (* 21. Januar 1867 in Oberammergau; † 26. August 1921 in Tegernsee), Schriftsteller, studierte zwei Semester Forstwissenschaft in Aschaffenburg
- Rudolf Leonhard Hammon (* 8. Dezember 1874 in Treuchtlingen), Schriftsteller, legte sein Abitur 1893 in Aschaffenburg ab.
- Johann Modler (* 2. Januar 1875 in Landeshut / Niederschlesien; † 1964 in Aschaffenburg), Erfinder und Unternehmer in Aschaffenburg
- August Vordemfelde (* 26. Oktober 1880 in Westerhausen; † 1. Januar 1972 in Aschaffenburg), Kleiderfabrikant und Politiker (DNVP, NSDAP, CSU)
- Raphael Breuer (* 11. Februar 1881 in Pápa, Ungarn, † 9. Januar 1932 in Aschaffenburg), Bibelkommentator, Schriftsteller, von 1909 bis 1932 Rabbiner der jüdischen Gemeinde Aschaffenburg („Aschaffenburger Raw“)
- Hugo Dingler (* 7. Juli 1881 in München; † 29. Juni 1954 ebenda), Philosoph und Wissenschaftstheoretiker, Sohn von Hermann Dingler
- Peter Endrich (* 6. März 1886 in Willanzheim; † 29. Juni 1986 in Aschaffenburg), Prähistoriker, Endrich lebte ab 1961 in Aschaffenburg und verfasste mehrere Aufsätze über die Vorgeschichte des Obermaingebietes
- Josef Friedrich Matthes (* 10. Februar 1886 in Würzburg; † 9. Oktober 1943 im KZ Dachau), wirkte einige Jahre als Redakteur in Aschaffenburg, rheinischer Separatist, „Ministerpräsident“ der Rheinischen Republik,
- Valentin Pfeifer (* 24. Juni 1886 in Sommerau; † 20. Juni 1964 in Aschaffenburg), Lehrer, Volkskundler und Heimatschriftsteller, lebte und unterrichtete in Aschaffenburg
- Fritz Stollberg (* 25. Februar 1888 in Mülheim am Rhein; † 23. Juni 1948 in Murnau am Staffelsee), Politiker (NSDAP), Polizeipräsident und SA-Führer
- Georg Dewald (* 29. September 1892 in Bamberg; † 11. November 1970 in Aschaffenburg), Tapezierer, Politiker, Redakteur der Aschaffenburger Volkszeitung
- Christian Schad (* 21. August 1894 in Miesbach; † 25. Februar 1982 in Keilberg), Maler
- Hugo Karpf (* 17. Januar 1895 in Wüstenzell bei Marktheidenfeld; † 19. Juli 1994 in Aschaffenburg), Politiker (BVP, CSU)

### 1900 bis 1950
- Alfons Goppel (* 1. Oktober 1905 in Regensburg; † 24. Dezember 1991 in Johannesberg), Politiker, bayerischer Ministerpräsident von 1962 bis 1978
- Adalbert Peter Blasy (* 16. Februar 1912 in Würzburg; † 12. Oktober 1988 in Aschaffenburg),  Politiker (SPD)
- Andreas Israel (* 3. Dezember 1913; Dezember 1993), Unternehmer, Ehrenoberst der US-Army
- Ernst Lehner (* 7. November 1912 in Augsburg; † 10. Januar 1986 in Aschaffenburg), Fußballspieler
- Maximilian Gött (* 28. September 1916 in Edingen; † 16. Dezember 1994 in Aschaffenburg), Mitglied der Familiare des Deutschen Ordens, Komtur des Gregoriusordens, Träger des Bundesverdienstkreuzes, 40 Jahre Organist der Kirche St. Josef, Aschaffenburg/Damm
- Friedel Heymann, (* 9. August 1919 in Königstein im Taunus; † 28. März 1945 in Aschaffenburg), Offizier, Opfer eines Endphaseverbrechens
- Elisabeth Dering geb. Spethmann (* 25. März 1921 in Husum; † 5. Dezember 1997 in Aschaffenburg), Malerin und Galeristin
- Fritz Oswald (* 19. September 1921 in München; † 25. Juli 2009 in Aschaffenburg), Leiter der Volkshochschule, Kulturpreisträger 1996
- Gunter Ullrich (* 1925 in Würzburg; † 10. November 2018 in Leider), bildender Künstler, lebte ab 1952 in Aschaffenburg, Kulturpreisträger 1998
- Mimi Herold (* 2. September 1925 in Plan, Tschechoslowakei; † 20. Juli 2015 in Aschaffenburg), Volksmusiksängerin
- Hermann Fischer (* 15. März 1928 in Kranlucken; † 5. November 2020 in Aschaffenburg), Orgelforscher und Autor
- Josef Zilch (* 29. Mai 1928 in Schwandorf; † 16. November 2024), Musikerzieher und Gründer des Collegium Musicum Aschaffenburg, Kulturpreisträger 2000
- Paul Gerlach (* 18. August 1929 in Obernau; † 24. Mai 2009 in Aschaffenburg), Jurist, Verwaltungsbeamter und Politiker (CSU), MdB
- Schwester Rufina (* 29. Januar 1937 in Palling als Irmgard Ostermaier; † 12. Mai 2013 in Neunburg vorm Wald), Leiterin des Städtischen Kinderheimes, Trägerin der Bürgermedaille (2003)
- Norbert Geis (* 13. Januar 1939 in Großwallstadt) erhielt sein Abitur am Humanistischen Gymnasium Aschaffenburg.
- Horst R. Schmidt (* 19. November 1941 in Nürnberg), Fußballfunktionär, lebt in Aschaffenburg
- Karin Timmermann (* 6. September 1947), SPD-Politikerin
- Guido Knopp (* 1948 in Treysa), Journalist und Historiker, wuchs in Aschaffenburg auf und organisierte die Aschaffenburger Gespräche, Kulturpreisträger 2004

### Ab 1951
- Anton Bruder (1898–1983), Maler und Lehrer am Friedrich-Dessauer-Gymnasium Aschaffenburg, lebte von 1949 bis 1962 in Aschaffenburg
- Harry Kimmich (* 21. Mai 1952 in Stockstadt am Main), Träger der Bürgermedaille (2009), Gründer des Vereins Grenzenlos für Arme und Obdachlose
- Holger Paetz (* 23. August 1952 in München), Kabarettist und Autor, wuchs im Stadtteil Leider auf und besuchte das Humanistische Gymnasium in Aschaffenburg
- Thomas Gsella (* 19. Januar 1958 in Essen), Schriftsteller, lebt in Aschaffenburg
- Helmut Kiener (* 19. Juni 1959 in Wernberg), Sozialpädagoge, Psychologe, Finanzbetrüger, lebte über Jahre in Aschaffenburg
- Greser & Lenz, Achim Greser (* 20. Mai 1961 in Lohr am Main) und Heribert Lenz (* 26. Februar 1958 in Schweinfurt), Karikaturisten, leben und arbeiten in Aschaffenburg
- Thomas Schauerte (* 18. Januar 1967 in Aachen), Kunsthistoriker, Direktor der Museen der Stadt Aschaffenburg
- Mario Loch (* 30. Dezember 1969 in Räckelwitz), ehemaliger Boxer und Vize-Europameister, lebt in Aschaffenburg
- Sebastian (Basti) Müller (* 1979), Musiker, Radio- und Fernsehmoderator u. a. ARD Buffet und SWR3, lebte von 2001 bis 2007 in Aschaffenburg
- Demond Greene (* 15. Juni 1979 in  Fort Hood, Texas, Vereinigte Staaten), ehemaliger Basketballspieler, Bundestrainer, wuchs in Aschaffenburg auf
- Christiane Kaufmann (* 9. Januar 1983 in Deggendorf), Künstlerin, lebt und arbeitet in Aschaffenburg
- Anna Ewelina (* 26. Juli 1985 in Danzig), Schauspielerin und Musikerin, kam mit vier Jahren nach Aschaffenburg und arbeitet später zeitweise dort
- Linda Carriere, Sängerin, lebt oder lebte in Aschaffenburg
- Rena Schwarz (* in Bielefeld), Kabarettistin und Schauspielerin, lebt seit 1991 in Aschaffenburg